# Kościół Matki Bożej Szkaplerznej w Stubnie
Kościół Matki Bożej Szkaplerznej w Stubnie – rzymskokatolicki kościół parafialny zlokalizowany w Stubnie w powiecie przemyskim. 

## Historia i architektura
Pierwsza drewniana świątynia pod wezwaniem Narodzenia NMP w Stubnie wzniesiona została w 1682 na miejscu starszego kościoła, krytego słomą. Spłonęła ona w 1832 i została zastąpiona kolejnym obiektem drewnianym. Według części niepotwierdzonych, ustnych przekazów pierwszy kościół mógł mieścić się w obrębie obecnego starego cmentarza lub dawnego sadu parafialnego. Jednym z kolatorów tego obiektu był lokalny właściciel ziemski, Myszkowski, który ufundował też cerkwie w Stubienku i Baryczu. 
19 marca 1987, w późnych godzinach wieczornych drewniany kościół zajął się ogniem, prawdopodobnie w wyniku zwarcia w instalacji elektrycznej. W akcji gaśniczej wzięło udział czternaście sekcji straży pożarnych oraz parafianie, którzy z narażeniem życia ratowali wyposażenie i elementy wystroju, w tym tabernakulum. Ocalał m.in. nadpalony obraz Serca Jezusowego i krzyż ołtarzowy (od 1991 w obecnym kościele). Uratowano też żyrandol-pająk, od 2011 również wiszący w nowym kościele. Zgliszcza nie nadawały się do odbudowy. Ocalała jedynie dzwonnica. Msze odprawiano pod tymczasowym zadaszeniem, a potem w kaplicy w budynku gospodarczym. 
15 czerwca 1987 papież św. Jan Paweł II w Tarnowie poświęcił kamień węgielny pod budowę obecnego kościoła. 10 maja 1988 zainicjowano prace przy budowie nowej świątyni. Społecznie brali w nich udział parafianie, a także, w lipcu 1990, grupa dziesięciu skautów belgijskich. 23 grudnia 1990 biskup Ignacy Tokarczuk poświęcił budowlę. W 2001 kościół wizytował biskup Adama Szal.